# Sábado Sangriento (fotografía)

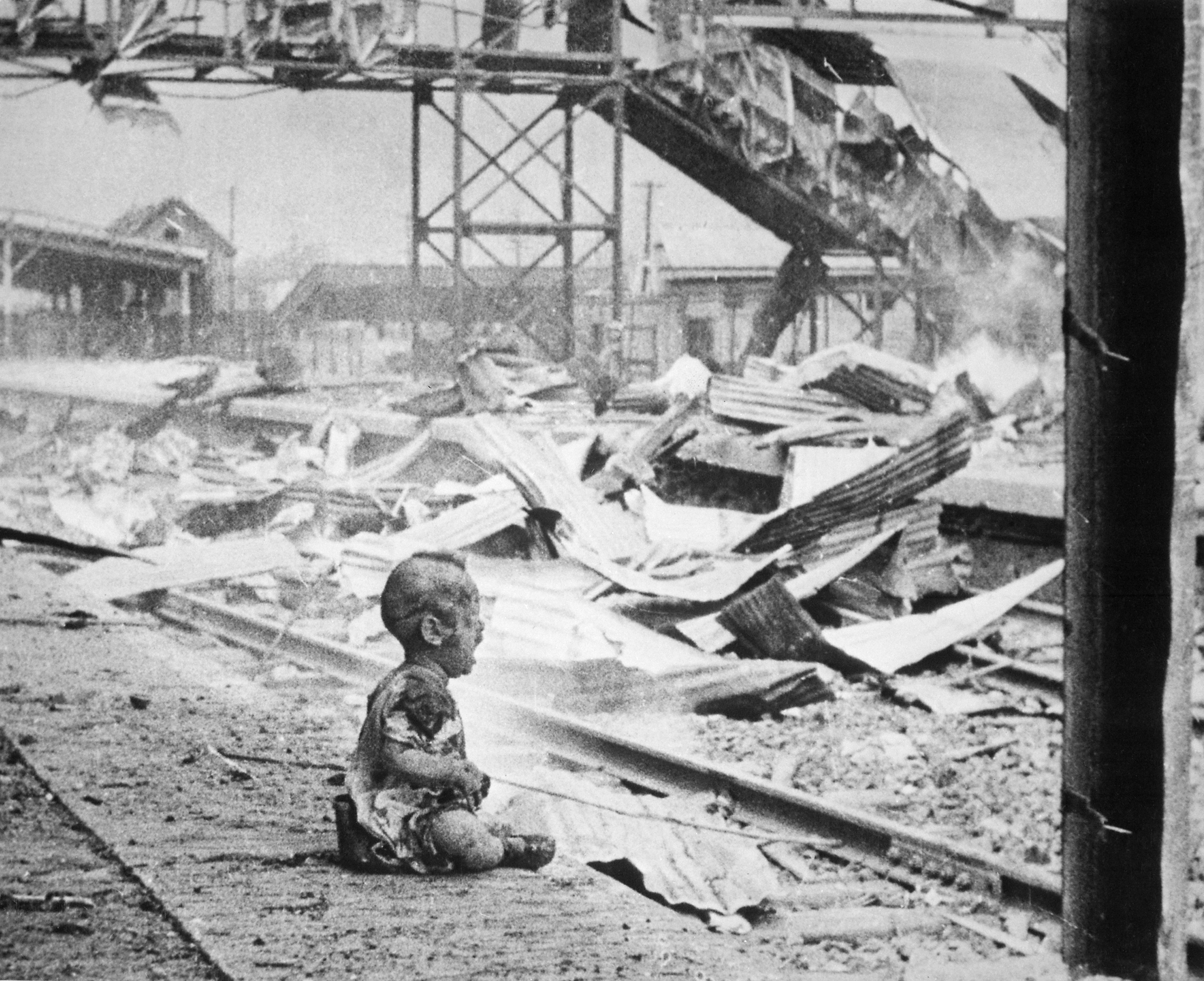
La famosa fotografía de H.S. Wong.

«Sábado Sangriento» es el nombre de una fotografía en blanco y negro que fue ampliamente publicada entre septiembre y octubre de 1937, y en menos de un mes fue vista por más de 136 millones de personas. La fotografía, que muestra a un bebé chino llorando dentro de las ruinas bombardeadas de la Estación de Shanghái Sur, se convirtió en un ícono cultural que demostraba las atrocidades de guerra japonesas en China. 
Tomada minutos después de un ataque aéreo sobre civiles durante la Batalla de Shanghái, el fotógrafo H.S. Wong de Hearst Corporation, también conocido como Wong Hai-Sheng o Wang Xiaoting, no descubrió la identidad o siquiera el sexo del bebé lastimado, cuya madre yacía muerta a unos metros. Una de las fotografías de guerra más memorables jamás publicadas, y tal vez la escena noticiosa más famosa de los años 1930, la imagen estimuló una explosión de indignación en occidente en contra de la violencia japonesa en China. El periodista Harold Isaacs llamó a la icónica imagen "uno de los ejemplos de 'propaganda' más exitosos de todos los tiempos".
Wong obtuvo filmaciones de la bombardeada Estación Sur con su cámara Eyemo Newsreel, y tomó varias fotografías estáticas con su Leica. La famosa imagen, tomada con su cámara Leica, en muchas ocasiones no es referida por su nombre, sino que es descrita por sus elementos visuales. También es llamada "Huérfano Chino", "Bebé Chino", y "El Bebé en la Estación de Tren de Shanghái". La fotografía fue denunciada por nacionalistas japonesas de haber sido montada.

## Captura de la imagen
Durante la Batalla de Shanghái, parte de la segunda guerra sino-japonesa, las fuerzas militares de Japón avanzaron sobre Shanghái -la ciudad más poblada de China- y la asaltaron. Wong y otros periodistas gráficos como Harrison Forman y George Krainukov, capturaron muchas imágenes de la lucha, incluyendo los espantosos eventos posteriores del bombardeo aéreo realizado por tres bombarderos japoneses contra dos importantes hoteles en la Calle Nanking el sábado 14 de agosto de 1937, llamado el "Sábado Sangriento". Wong era un residente chino que tenía una tienda de cámaras en Shanghái. El Ejército Nacional Revolucionario comenzó a replegarse de la ciudad, dejando un bloqueo al otro lado del río Huangpu. Un grupo de periodistas internacionales se enteraron de que un avión de la Armada Imperial Japonesa bombardearía el bloqueo a las 2 p. m. el sábado 28 de agosto de 1937, por lo que muchos se reunieron en el techo del edificio Butterfield & Swire para tomar fotografías del bombardeo. A las 3 p. m. no había ningún avión, y la mayoría de los periodistas se dispersaron; todos con excepción de H.S. "Newsreel" Wong, un fotógrafo que trabajaba para Hearst Metrotone News, una productora de cortos noticiosos. A las 4 p. m., 16 aviones del AIJ aparecieron, volaron en círculos y bombardearon refugiados de guerra en la Estación Sur de Shanghái, matando e hiriendo civiles que esperaban a un tren que venía con retraso con destino a Hangzhou en el sur.
Wong bajó del techo a la calle, en donde entró a su carro y se dirigió rápidamente a la destruida estación de trenes. Al llegar, observó la carnicería y la confusión: "Fue algo horrible. La gente aún estaba tratando de volver a pararse. Muertos y heridos estaban tirados a lo largo de la plataforma y las vías. Había extremidades por todos lados. Sólo mi trabajo me hizo olvidar lo que estaba viendo. Pare para precargar mi cámara. Me di cuenta que mis zapatos estaban empapados de sangre. Caminé hacia el otro lado de las vías, y tomé varias escenas largas con el puente en llamas en el fondo. Luego ví a un hombre alzar a un bebé de las vías y llevarlo a la plataforma. Volvió para recoger a otro bebé malherido. La madre estaba muerta en las vías. Mientras filmaba esta tragedia, escuché el sonido de los aviones regresando. Rápidamente, utilicé los últimos pies [de rollo fotográfico] en el bebé. Corrí hacia el niño, con la intención de llevarlo a un lugar seguro, pero el padre regresó. Los bombarderos pasaron por encima. No soltaron ninguna bomba."
Wong nunca descubrió el nombre del bebe quemado, tampoco si era niño o niña o si sobrevivió o no. A la mañana siguiente, tomó el rollo de su cámara Leica a las oficinas de China Press, en donde mostró las ampliaciones a Malcolm Rosholt diciendo, "¡Mira esta!" Wong luego escribió que a la mañana siguiente los periódicos reportaron que unas 1.800 personas, la mayoría mujeres y niños, habían estado esperando en la estación de trenes, y que los aviadores de la Armada Imperial Japonesa probablemente las habían confundido con movimientos de tropas. Los periódicos de Shanghái dijeron que menos de 300 personas sobrevivieron al ataque. En octubre, la revista Life reportó unos 200 muertos.

## Publicación
Wong envió el rollo a un buque de la Armada de Estados Unidos en Manila, y desde allí, el rollo fue llevado a Nueva York a bordo de un avión de Pan American World Airways. Desde mediados de septiembre de 1937, el rollo fue mostrado a audiencias de cines, luego de un mes un estimado de 50 millones de personas en Estados Unidos habían visto las imágenes, y unas 30 millones en el exterior y la fotografía del niño llorando había sido impresa por los periódicos y afiliados de la Hearst Corporation, alcanzando unas 25 millones de copias. 1,75 millones más de ediciones de periódicos que no eran de Hearst mostraron la imagen en los Estados Unidos, y 4 millones más la vieron como una reproducción en matte en otros periódicos. Unas 25 millones de personas la vieron internacionalmente. Apareció por primera vez en la revista Life el 4 de octubre de 1937, fecha para la cual se estima que unas 136 millones de personas la habían visto. En la portada interior de la revista Life, otra fotografía mostraba al bebé en una camilla recibiendo atención médica.

## Reacción
La "inolvidable" imagen se convirtió en una de las fotografías más influyentes en suscitar sentimientos antijaponeses en los Estados Unidos. Un "maremoto de simpatía" se extendió desde Estados Unidos a China, y la imagen fue reproducida ampliamente para promover donaciones para los esfuerzos humanitarios en China. Catalizados por esta imagen, los Estados Unidos, el Reino Unido y Francia protestaron el bombardeo de civiles chinos en ciudades abiertas. El senador estadounidense George W. Norris fue influenciado por esta imagen, haciéndolo abandonar su larga tradición aislacionista y de no-intervención- protestando en contra de los japoneses refiriéndose a ellos como "vergonzosos, innobles, barbáricos, y crueles, incluso más allá de lo que las palabras pueden describir". Los estadounidenses utilizaron términos como "carniceros" y "asesinos" en contra de los japoneses. Después de la rendición de Shanghái, el Almirante de la AIJ Kōichi Shiozawa le dijo a un reportero del The New York Times en una fiesta: "Veo que tus periódicos estadounidenses me han dado el apodo del Matador de bebés".
La imagen fue votada por los lectores de la revista Life como una de las "Fotografías del Año" en 1937. En 1944, las imágenes capturadas por Wong fueron utilizadas por Frank Capra en su película The Battle of China.

## Alegaciones de falsedad

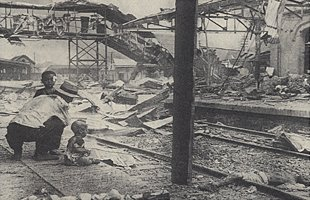
Otra de las fotografías del Wong del bebé de Shanghái fue publicada por la revista Look en diciembre de 1937.

En ese entonces, los nacionalistas japoneses dijeron que la fotografía era falsa, y el gobierno japonés puso un precio de 50.000 dólares en la cabeza de Wong: un valor equivalente a 820.000 dólares en la actualidad. Se sabía que Wong estaba en contra de la invasión japonesa de China y tenía simpatía política con la izquierda, y trabajó para William Randolph Hearst quien fue famoso por haber dicho a sus periodistas, "Ustedes proveen las fotos y yo proveeré la guerra" en relación con la Guerra hispano-estadounidense. Otra de las fotosde Wong fue publicada en la revista Look el 21 de diciembre de 1937, mostrando a un hombre agachándose sobre un niño de tal vez unos cinco años de edad, ambos cerca del bebé que lloraba. Supuestamente se dijo que el hombre era el Taguchi, el asistente de Wong, que estaba acomodando a los niños para un mejor efecto fotográfico. Un artículo en The Japan Times and Mail dijo que el hombre era un rescatista que estaba posando al bebé y el niño para la fotografía. Wong describió al hombre como el padre del bebé, yendo al rescate de sus hijos mientras los aviones japoneses regresaban luego del bombardeo. Los propagandistas japoneses hicieron la conexión entre lo que ellos decían era una imagen falsificada y los reportajes noticiosos en general de fuentes estadounidenses y chinas que reportaban sobre el conflicto en Shanghái, con el objetivo de desacreditar todos los reportesde atrocidades perpetradas por los japoneses.
En 1956, Arthur Rothstein de la revista Look reforzó su opinión anterior diciendo que Wong se prestó al bebé y la fotografía había sido montada. En 1975, la revista Life incluyó la famosa imagen en un libro de fotografías, y escribió en la descripción, "Se ha dicho que esta fotografía es montada, pero es evidente desde varios puntos de vista que esto no es más que un rumor fabricado".

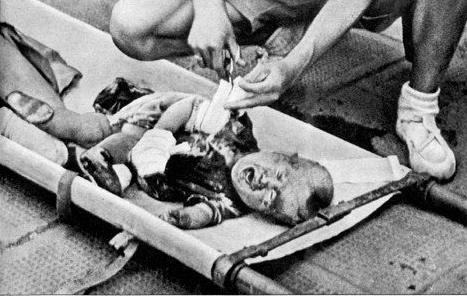
El bebé siendo atendido en una camilla.

En 1989, la "Asociación para el Avance de una Visión No Sesgada de la Historia", un grupo nacionalista fundado por el profesor Fujioka Nobukatsu de la Universidad de Tokio, publicó un artículo titulado "Manipulación de Fotos Documentales en China: Avivando las llamas del Odio en los Estados Unidos" en el cual Nobukatsu y Shūdō Higashinakano insisten que la fotografía muestra a un hombre primero acomodando a uno y luego a dos niños en las vías del tren para el propósito de crear una "imagen lastimera" para el público estadounidense, para preparar así a los ciudadanos estadounidenses para la guerra contra Japón. Los profesores japoneses alegan que Wong añadió humo para hacer la imagen más dramática, pero Rosholt escribió que la estación de trenes aún estaba humeando cuando Wong llegó al lugar. Los nacionalistas japoneses no niegan que el bombardeo haya tenido lugar, ni que no haya habido bajas civiles entre los chinos, pero la presentación de la fotografía como falsa permite una fácil interpretación de que hay más falsedades en el registro histórico. En el artículo, Nobukatsu y Higashinakano no mencionan la foto adicional de Wong publicada en Life que muestra al bebé llorando en una camilla médica mientras recibe atención médica de primeros auxilios por parte de un joven explorador de China.
Wong filmó más grabaciones noticiosas cortas en su cobertura de los ataques japoneses sobre China, incluyendo la Batalla de Xuzhou en mayo de 1938 y los bombardeos aéreos de Guangzhou en junio. Operó bajo protección británica, pero las continuas amenazas de muerte por parte de nacionalistas japoneses lo obligaron a abandonar Shanghái y mudarse a Hong Kong.

## Legado
Mientras se estaba en la escuela de arte a finales de los años 1940, Andy Warhol pintó una versión de esta fotografía, el primero de sus numerosas pinturas basadas en fotografías; la obra original no ha podido ser encontrada y puede que se haya perdido. La Serie de Desastres de Warhol en los años 1960 fue un regreso a ese formato, a las interpretaciones de las obras altamente visibles de fotoperiodistas. En 1977, Lowell Thomas, periodista y narrador del rival de Hearst, Movietone News, ubicó a la influencia de la fotografía en los Estados Unidos tan alta como dos de las más icónicas imágenes de la Segunda Guerra Mundial: un hombre francés llorando al ver a los soldados de su país abandonando Francia en junio de 1940, y Alzando la bandera en Iwo Jima, de Joe Rosenthal, tomada en febrero de 1945.
Wong se jubiló en Taipéi en la década de 1970 y murió de diabetes en su casa a la edad de 81 años, el 9 de marzo de 1981. En 2010, Wong fue honrado como un periodista asiático-americano pionero por parte de la Asian American Journalists Association.
En 2000, el artista y periodista Miao Xiaochun proyectó la famosa imagen contra una cortina blanca, utilizando la baja intensidad de la proyección para demostrar la disminución de su impacto con el paso del tiempo. La fotografía fue publicada en el libro de la revista Time–Life 100 Photographs that Changed the World (100 Fotografías que Cambiaron al Mundo) publicado en 2003. National Geographic incluyó la fotografía en su Concise History of the World: An Illustrated Timeline en 2006. La "mordaz imagen" fue calificada por Michael S. Sweeney de National Geographic de haber sido el "heraldo del militarismo oriental".